# Unterwaldbehrungen

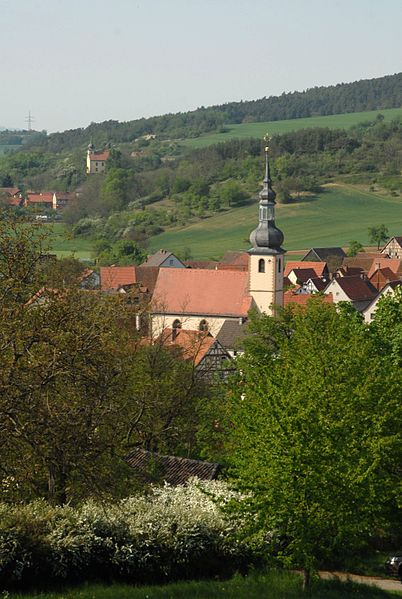
Unterwaldbehrungen, Pfarrkirche (2007)

Unterwaldbehrungen ist ein Gemeindeteil der Gemeinde Bastheim im unterfränkischen Landkreis Rhön-Grabfeld in Bayern.

## Lage
Das Kirchdorf liegt im Besengau.

## Geschichte
Unter- und Oberwaldbehrungen sind wahrscheinlich die ältesten Siedlungen des Besengaus. Sie wurden bereits 795 urkundlich erwähnt und bildeten ursprünglich eine Gemeinde namens Waldbaring. Die Ortsendung -ing lässt auf eine thüringische Gründung schließen.
Der Ort gehörte zum Besitz des Klosters Wechterswinkel und war Teil des Klosteramts Wechterswinkel des Hochstifts Würzburg. Im Jahr 1814 fiel der Ort endgültig an das Land Bayern, nachdem er nur neun Jahre zuvor zum Großherzogtum Würzburg gekommen war.
Am 1. Januar 1972 wurde die Gemeinde Unterwaldbehrungen im Rahmen der Gebietsreform in Bayern in die Gemeinde Bastheim eingegliedert.

## Kultur
Der Turmunterbau der katholischen Kirche St. Laurentius stammt  aus dem 15. Jahrhundert, der Oberbau aus dem Jahre 1716 (Bauinschrift). Das Langhaus wurde 1616 neu erbaut.
Ortsvereine in Unterwaldbehrungen und damit Träger des kulturellen Lebens im Dorf sind:
- die Freiwillige Feuerwehr
- die Kolpingsfamilie
- die Kolpingskapelle
- die Rhönklub
- der TSV Ober-/Unterwaldbehrungen